# Sepp Rogger
Josef Dyonis „Sepp“ Rogger (* 19. August 1915 in Davos; † 6. Oktober 2011 ebenda) war ein Schweizer Eisschnellläufer.
Rogger, der für den ISC Davos startete, wurde in den Jahren 1934 und 1944 jeweils Schweizer Meister und belegte bei der Mehrkampf-Europameisterschaft 1937 in Davos den 16. Platz im Kleinen Vierkampf sowie bei der Mehrkampf-Europameisterschaft 1949 in Davos den 20. Rang im Großen Vierkampf. Bei den Olympischen Winterspielen 1948 in St. Moritz lief er auf den 43. Platz über 1500 m sowie auf den 34. Rang über 5000 m. Bei der Mehrkampf-Weltmeisterschaft 1951 in Davos errang er den 23. Platz im Großen Vierkampf.

## Persönliche Bestleistungen
| Disziplin | Zeit        | Datum            | Ort   |
| --------- | ----------- | ---------------- | ----- |
| 500 m     | 46,9 s      | 30. Januar 1937  | Davos |
| 1000 m    | 1:39,8 min  | 14. Februar 1937 | Davos |
| 1500 m    | 2:29,0 min  | 30. Januar 1937  | Davos |
| 3000 m    | 5:20,3 min  | 3. Februar 1951  | Davos |
| 5000 m    | 9:02,2 min  | 3. Februar 1951  | Davos |
| 10.000 m  | 19:21,7 min | 3. Februar 1942  | Davos |